# 内纳德·托莫维奇
内纳德·托莫维奇（Ненад Томовић，1987年8月30日—）是一名塞尔维亚足球运动员，司职后卫，现在效力于意甲球队基爾禾。

## 俱乐部生涯
托莫维奇在家乡球队克拉古耶瓦茨拉德尼基接受足球训练，2003年转入拉德青训体系，之后又进入塞尔维亚豪门贝尔格莱德红星的青年队。年轻的托莫维奇未能在贝尔格莱德红星一线队立足，他被租借回到拉德，开始职业足球生涯。在亚历山大·扬科维奇成为红星队主教练后，托莫维奇终于开始得到稳定的出场机会。
2009年7月13日，意大利足球甲级联赛球队热那亚以350万欧元的身价签入托莫维奇。不过托莫维奇在热那亚只能作为替补，出场机会寥寥。2011年1月3日，他被租借到莱切半个赛季。2011年夏季，莱切宣布续租托莫维奇一个赛季。
2012年夏季，佛罗伦萨签入托莫维奇一半的所有权。他在2012/13赛季为紫百合在联赛出场26次。2013年夏季，佛罗伦萨从热那亚手中买入托莫维奇的另一半所有权。

## 国家队生涯
托莫维奇曾代表塞尔维亚国奥队参加2008年夏季奧林匹克運動會男子足球比賽。2008年12月14日，他在塞尔维亚0比1不敌波兰的比赛首次代表成年国家队出战。